# فرودگاه اوباری
فرودگاه اوباری (به عربی: مطار أوباری) یک فرودگاه و پروازگاه ترافیک تجاری در لیبی است که در استان وادی الحیاه واقع شده‌است.